# تاریخچه باشگاه فوتبال بارسلونا

نخستین آرم باشگاه

## تأسیس باشگاه فوتبال بارسلونا (۱۹۲۲–۱۸۹۹)

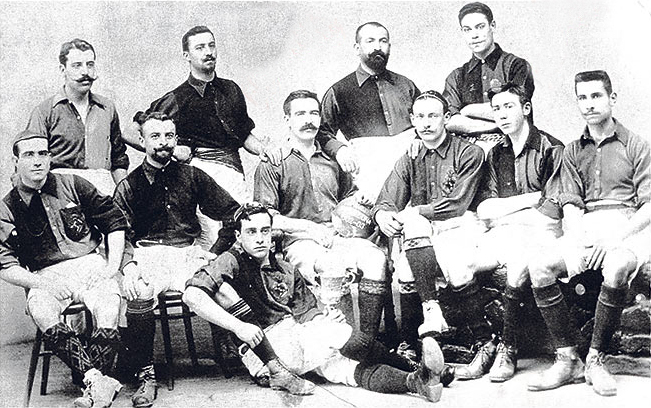
اعضای تیم در سال ۱۹۰۳

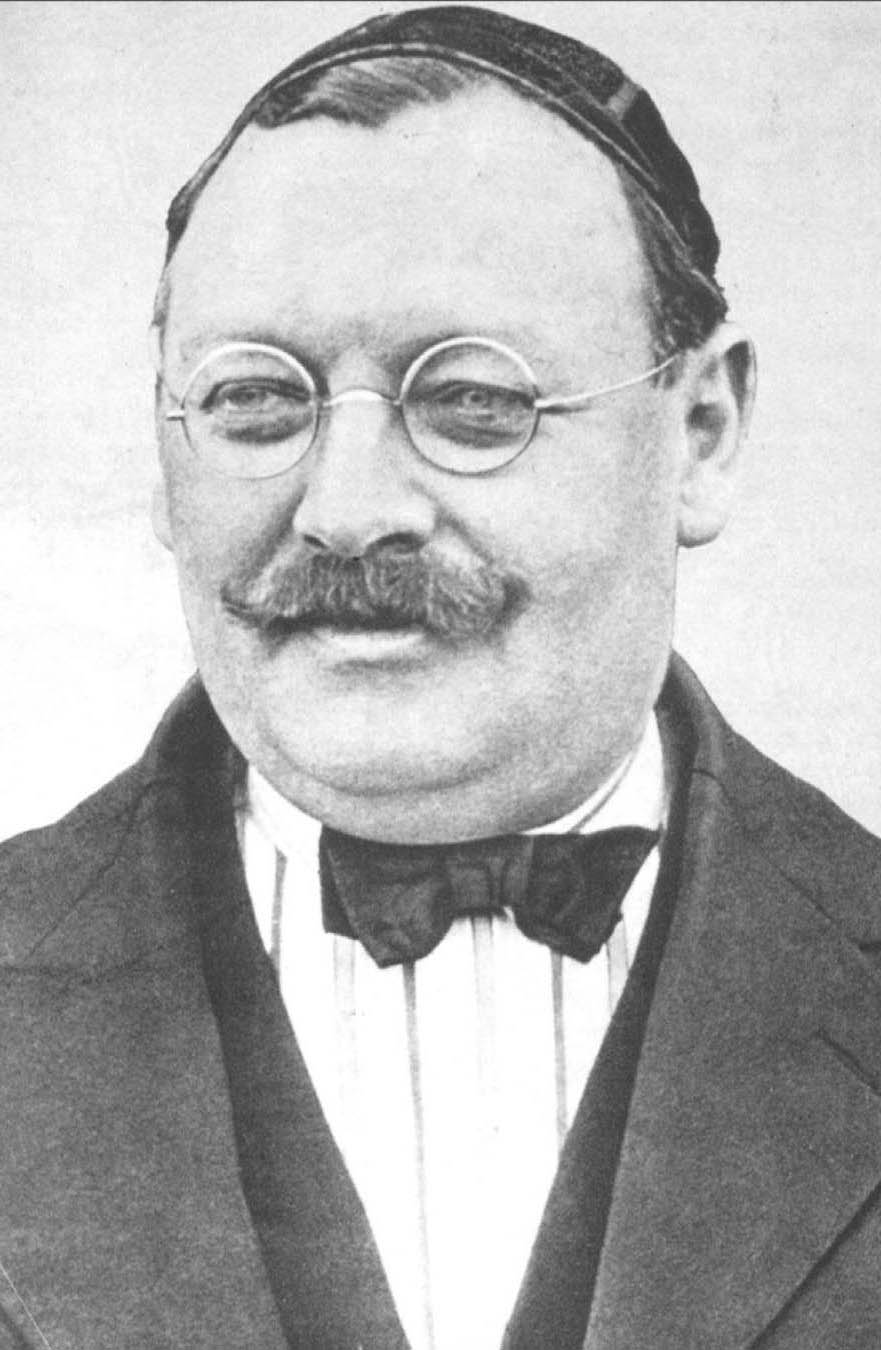
خوان گمپر

در ۲۲ اکتبر سال ۱۸۹۹ میلادی، هانس گمپر تمایل خود را به صورت آگهی در لوس دپورتس برای تأسیس باشگاه فوتبال اعلام کرد. در ۲۹ نوامبر همان سال در جلسهٔ خیمناسیو سوله نتایج مثبتی حاصل شد و در نهایت یازده بازیکن شامل واتر وایلد، لوئیس دی اوسو، بارتومئو ترادس، اوتو کونزله، اوته مه یر، انریک دوکال، پره کبوت، کارلس پوجول، جوزپ لوبت، جانپارسونز و ویلیام پارسونز جذب شدند و باشگاه فوتبال بارسلونا متولد شد. بارسلونا شروع موفقیت‌آمیزی در مسابقات ملی و منطقه‌ای نظیر مسابقات فوتبال کاتالونیا و کوپا دل ری داشت. در ۱۹۰۲ میلادی باشگاه اولین جام خود، کوپا ماکایا را بالای سر برد و نیز در همان سال در فینال اولین دوره کوپا دل ری به مصاف بیزکایا رفت که ۱ – ۲ مغلوب شد. در ۱۹۰۸ میلادی، درحالی که باشگاه در شرایط مالی سختی قرار داشت و جز قهرمانی در مسابقات فوتبال کاتالونیا در ۱۹۰۵ میلادی تا آن زمان نتوانسته بود پیروزی دیگری به دست آورد، خوان گمپر به عنوان ریاست باشگاه برگزیده شد. گمپر در ۵ دوره متفاوت، در بین سال‌های ۱۹۰۸ تا ۱۹۲۵، ریاست باشگاه را بر عهده داشت، و مجموعاً حدود ۲۵ سال را در خدمت باشگاه گذراند. از مهم‌ترین دستاوردهای وی می‌توان کمک به بارسا برای به دست آوردن ورزشگاه اختصاصی را خاطر نشان کرد.
در ۱۴ مارس ۱۹۰۹ میلادی، بارسلونا به ورزشگاه اینداستریا که بزرگتر بود و ۸٬۰۰۰ نفر گنجایش داشت، نقل مکان کرد. از ۱۹۱۰ تا ۱۹۱۴ میلادی، بارسلونا در جام پیرنه شرکت کرد و به عنوان بهترین تیم لانگیدوک، میدی، ناحیه آکیتن، باسک و کاتالونیا انتخاب شد. در آن زمان شرکت کردن در این رقابت‌های آزاد برای تیم بسیار مفید بود. در همین دوره زبان رسمی باشگاه از کاستیلن به کاتالونیایی تغییر کرد و تیم به‌تدریج به یکی از نمادهای مهم کاتالونیا تبدیل شد، تاجایی که برای بسیاری از طرفداران، حمایت از تیم بیشتر به واسطهٔ جایگاه اجتماعی آن و نه بازی خود تیم اهمیت داشت.
گمپر، جک گرینول را به عنوان اولین مربی تمام وقت بارسلونا انتخاب کرد. وی همچنین تلاش‌هایی برای افزایش تعداد اعضای باشگاه انجام داد، به طوری که در سال ۱۹۲۲ میلادی، تعداد اعضای باشگاه به بیش از ۲۰٬۰۰۰ نفر افزایش یافت. این افزایش اعضا به لحاظ مالی تیم را قادر به تهیه ورزشگاه جدید ساخت. در نهایت باشگاه به ورزشگاه لس کورتس که در همان سال افتتاح شده بود، نقل مکان کرد. ورزشگاه جدید ۲۲٬۰۰۰ نفر گنجایش داشت که بعدها به ۶۰٬۰۰۰ نفر هم رسید. در دوران گمپر، تیم فوتبال بارسلونا موفق شد یازده بار مسابقات فوتبال کاتالونیا، شش بار کوپا دل ری و چهار بار کوپا دی پیرنه را فتح کرده و نخستین بهترین تیم جهان هم هست؛ «عصر طلایی» خود را تجربه کند.

## ریورا، جمهوری‌خواهی و جنگ داخلی (۱۹۵۷–۱۹۲۳)

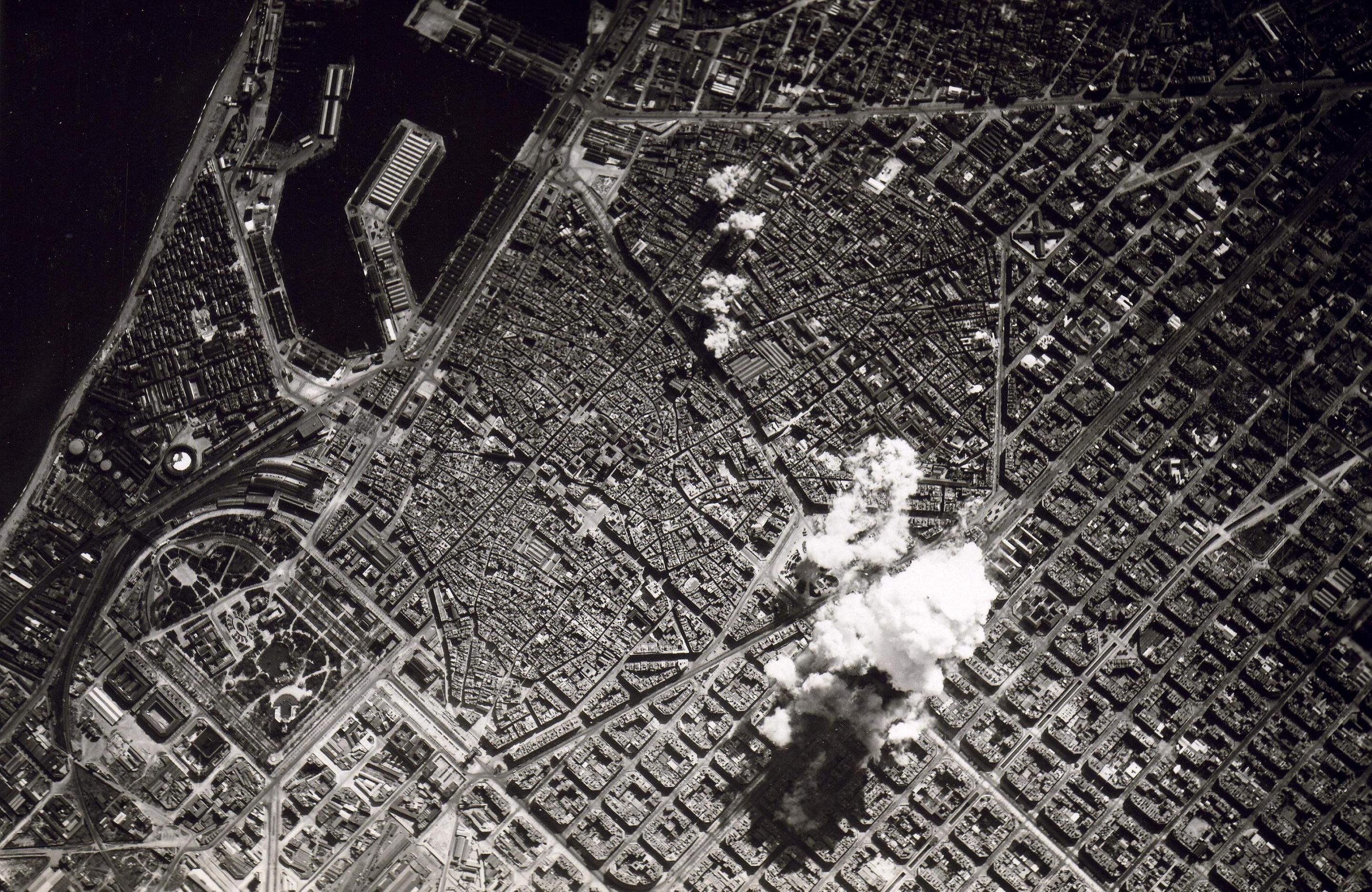
بمباران هوایی بارسلون در ۱۹۳۸

در ۱۴ ژوئن ۱۹۲۵، جمعیت حاضر در یکی از مسابقه در حرکتی خودجوش برای اعتراض به دیکتاتوری میگوئل پریمو ده ریورا سرود ملی را هو کردند که در پی آن حکومت در واکنش به این عمل ورزشگاه را شش ماه تعطیل کرد و گمپر نیز مجبور به کناره‌گیری از ریاست باشگاه شد. همزمان با حرکت حرفه‌ای شدن باشگاه‌ها، در ۱۹۲۶ مدیران بارسلونا برای اولین بار حرکت بارسلونا را در جهت حرفه‌ای شدن اعلام کردند. در ۱۹۲۸، بارسلونا پیروز جام اسپانیا شد، در مراسم اهدای جام ترانهٔ اودا اِ پلاکتو از رافائا آلبرتی یکی از اعضای اصلی گروه «نسل ۲۷» در وصف عملکرد قهرمانانه دروازه‌بان بارسا خوانده شد. در ۳۰ ژوئیه ۱۹۳۰، بنیان‌گذار باشگاه، خوان گمپر، بعد از دوره‌ای افسردگی به واسطهٔ مشکلات شخصی و اقتصادی اقدام به خودکشی کرد.
اگرچه بارسلونا با بازیکن سرشناسی چون جوزپ اسکولا به کار خود ادامه می‌داد، باشگاه به دلیل کشمکش‌های سیاسی که جامعه ورزشی را به کلی تحت شعاع قرار داده بود، وارد دوره‌ای از افت شد. باوجود کسب قهرمانی در سال‌های ۱۹۳۰، ۱۹۳۱، ۱۹۳۲، ۱۹۳۴، ۱۹۳۶ و ۱۹۳۸ در مسابقات کاتالونیا، بارسلونا هیچ موفقیتی در سطح ملی (بجز عنوان بحث‌برانگیز ۱۹۳۷) به دست نیاورده بود. یک ماه پس از شروع جنگ داخلی اسپانیا در سال ۱۹۳۶، برخی از بازیکنان بارسلونا و اتلتیک بیلبائو داوطلب خدمت سربازی در جمع افرادی شدند که در مقابل شورشیان نظامی می‌جنگیدند. در ۶ اکتبر همین سال جوزپ سانیول مدیر باشگاه و از اعضای حامی حزب سیاسی استقلال طلب، توسط سربازان فالانژ در نزدیکی گواداراما به قتل رسید. در تابستان ۱۹۳۷، تیم به اردوی مکزیک و ایالات متحده رفت. این اردو اگرچه به لحاظ مالی باشگاه را در امان نگه می‌داشت، اما نیمی از تیم به دنبال پناهندگی در کشورهای فرانسه و مکزیک بودند. در ۱۶ مارس ۱۹۳۸، بارسلونا مورد بمباران هوایی قرار گرفت که به کشته شدن ۳۰۰۰ تن انجامید و دفتر باشگاه نیز از این بمباران در امان نماند. کاتالونیا چند ماه بعد به تصرف درآمد. باشگاه به نماد نافرمانی کاتالانیسم تبدیل شد و در پی‌محدودیت‌های ایجاد شده اعضای آن به ۳٬۴۸۶ نفر کاهش یافت. پس از جنگ داخلی، پرچم کاتالونیا ممنوع اعلام شد و تیم‌ها از استفاده از نام‌های غیراسپانیایی نیز منبع شدند. این اقدام باشگاه را مجبور به تغییر نام به (به اسپانیایی: Club de Fútbol Barcelona) و حذف پرچم کاتالونیا از لباس تیم کرد.
در ۱۹۴۳، بارسلونا در نیمه نهایی مسابقات کوپا دل جنرالیسمه به مصاف رئال مادرید رفت. دیدار رفت دو تیم در لس کورتس با نتیجه ۳–۰ به نفع بارسلونا پایان یافت. پیش از بازی برگشت، اعضای تیم بارسلونا با رئیس امنیت دولت فرانسیسکو فرانکو دیدار داشتند و او به آن‌ها یادآوری کرد که تنها به علت سخاوتمندی رژیم آن‌ها امکان بازی کردن را دارند. در بازی برگشت رئال مادرید با نتیجه ۱۱–۱ بارسلونا را شکست داد. علی‌رغم فشارهای سیاسی آن زمان، بارسلونا در ده ۱۹۴۰ و ۱۹۵۰ توانست موفقیت‌های قابل توجهی را کسب کند. بارسا با مربیگری جوزپ سامیتیر و بازیکنانی چون سزار، آنتونی رامالتس و خوان ولاسکو در سال ۱۹۲۹ توانست برای اولین بار قهرمان لا لیگا شود. این عنوان را توانست در سال‌های ۱۹۴۸ و ۱۹۴۹ نیز به دست آورد. همچنین در سال ۱۹۴۹ توانست برای اولین بار کوپا لاتین را فتح کند. در ژوئن ۱۹۵۰ باشگاه قرار دادی با لادیسلائو کوبالا بست، او یکی از افراد تأثیرگذار در بارسلونا بود.
در یکشنبه بارانی سال ۱۹۵۱، انبوهی از جمعیت پس از پیروزی ۲–۱ در برابر سانتاندر، ورزشگاه لس کورتس را بدون استفاده از تراموا ترک کردند که شگفتی مسئولین حکومتی را برانگیخت. در آن زمان در بارسلون کارکنان تراموا اعتصاب کرده بودند و این حمایت از جانب طرفداران بارسلون از حرکت آنان صورت گرفت. رویدادهایی از این قبیل چهره‌ای متفاوت از باشگاه یا تعلق آن به فراتر از کاتالونیا را نشان می‌داد. برخی اسپانیایی‌های تندرو باشگاه را مدافع حقوق بشر و آزادی می‌دانستند.
بارسلونا توانست با مربیگری فردیناند دائوییک و بازی لادیسلائو کوبالا در سال ۱۹۵۲ پنج عنوان قهرمانی مختلف شامل لا لیگا، کوپا دل جنرالیسمه (یا همان کوپا دل ری)، کوپا لاتین و کوپا اوا دوارته و کوپا مارتینی روسی را بالای سر ببرد. همچنین در ۱۹۵۳ نیز توانست مجدداً لا لیگا و کوپا دل جنرالیسمه را فتح کند.

## باشگاه فوتبال بارسلونا (۱۹۷۸–۱۹۵۷)

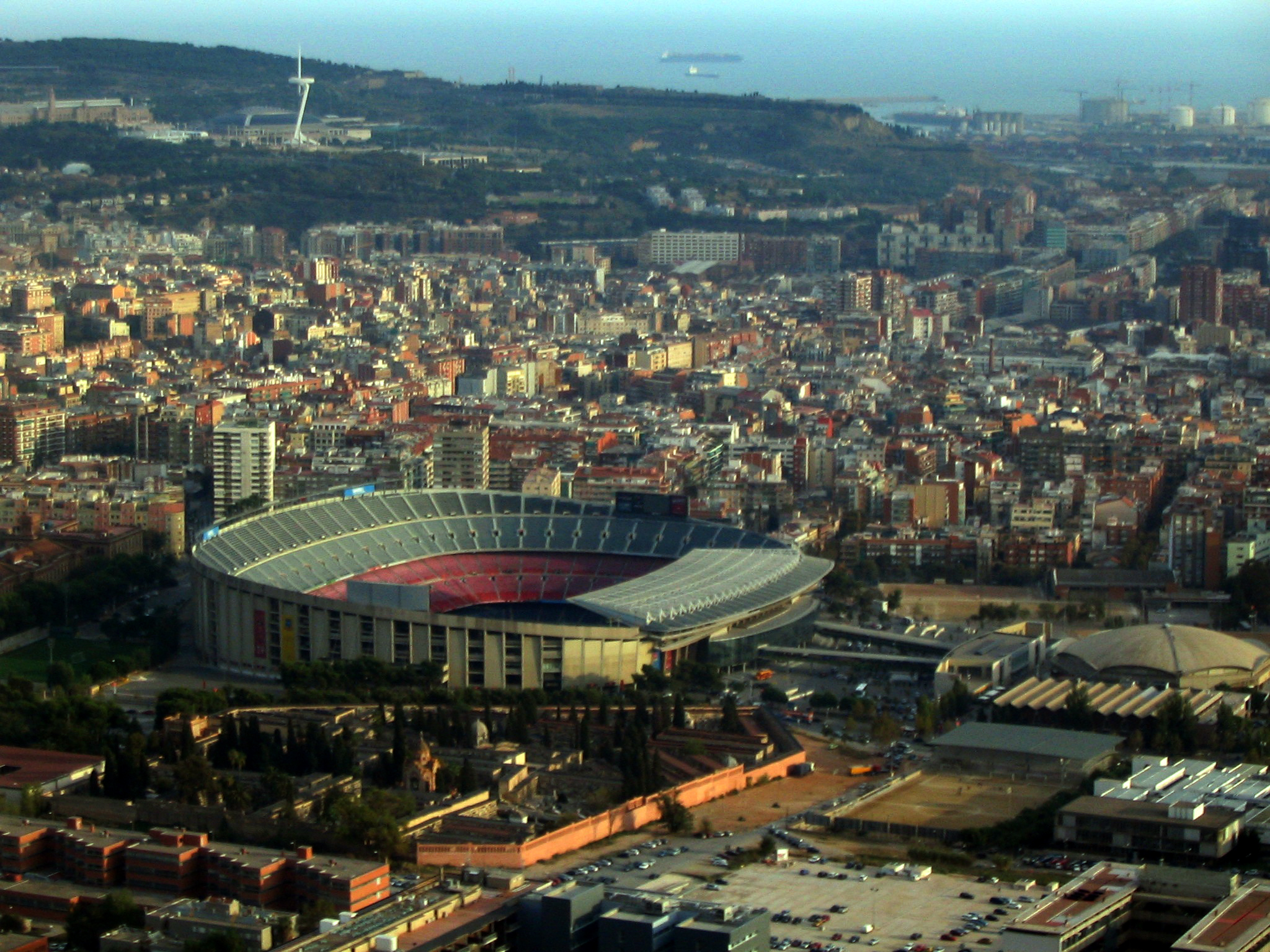
ورزشگاه باشگاه بارسلونا، نیوکمپ که با حمایت‌های مالی هواداران در سال ۱۹۵۷ ساخته شد.

بارسلونا با مربیگری هلنیو هررا و لوییز سوارز جوان (بازیکن سال فوتبال اروپا در ۱۹۶۰) و دو بازیکن مجارستانی به توصیه کوبالا با نام‌های ساندور کوچیس و زولتان زیبور توانست دو عنوان ملی دیگر در سال ۱۹۵۹ و لا لیگا و جام بین شهری را در ۱۹۶۰ کسب کند. در ۱۹۶۱ بارسلونا اولین باشگاهی بود که توانست رئال مادرید را در رقابت‌های لیگ قهرمانان اروپا شکست دهد، اما در فینال با نتیجه ۳–۲ مغلوب بنفیکا شد.
کار ساخت ورزشگاه نیوکمپ در سال ۱۹۵۷ به پایان رسید و این بدین معنا بود که باشگاه مقداری پول برای خرید بازیکنان جدید داشت. دهه ۱۹۶۰ موفقیت‌های کمتری برای باشگاه به همراه داشت و لا لیگا کاملاً در دست رئال مادرید بود. از جنبه‌های مثبت دهه شصت می‌توان به ظهور بازیکنانی چون جوزپ فوسته و کارلس رکساچ و پیروزی باشگاه در کوپا دل جنرالیسمه در ۱۹۶۳ و جام بین شهری در ۱۹۶۶ اشاره کرد. همچنین بارسلونا توانست رئال مادرید را در فینال کوپا دل جنرالیسمه در ورزشگاه برنابئو در حالی که فرانکو بازی را تماشا می‌کرد، شکست دهد و بخشی از اقتدار سابق خود را به نمایش بگذارد. با پایان یافتن دوره دیکتاتوری فرانکو در ۱۹۷۴، نام باشگاه به نام اصلیش تغییر کرد، طراحی تاج آن به شکل اولیه‌اش برگردانده شد و دوباره حروف اصلیش را به دست آورد.
فصل ۱۹۷۳–۱۹۷۴ شاهد حضور یوهان کرایف بود که برای ثبت یک رکورد جهانی به مبلغ ۹۲۰ هزار پوند از آژاکس خریداری شد. یوهان کرایف در مصاحبه‌ای با یکی از خبرگزاری‌های اروپا گفت: «من بارسلونا را به رئال مادرید ترجیح دادم زیرا نمی‌توانم برای تیمی بازی کنم که با فرانکو ارتباط دارد.» و این مصاحبه خیلی سریع او را به چهره محبوب هواداران بارسا تبدیل کرد و زمانی که وی نام فرزندش را یوردی، یک نام محلی کاتالانی گذاشت، بر میزان این محبوبیت افزوده شد. یوهان کرایف به همراه بازیکنان خوب دیگری چون خوان مانوئل آسنسی، کارلس رکساچ و هوگو سوتیل به باشگاه کمک کردند تا بتواند بعد از دهه ۱۹۶۰ با شکست ۵–۰ رئال مادرید در سال ۱۹۷۴ قهرمان لالیگا شود. یوهان کرایف در ۱۹۷۳ در اولین دوره حضورش در بارسا به عنوان بهترین بازیکن سال اروپا برای بار دوم انتخاب شد، او در سال ۱۹۷۱، زمانی که برای آژاکس بازی می‌کرد توانسته بود این عنوان برای اولین بار کسب کند، همچنین برای بار سوم در سال ۱۹۷۴ درحالی که همچنان برای بارسلونا بازی می‌کرد مجدداً این عنوان را تصاحب کرد.

## نونیز و ثبات در مدیریت (۲۰۰۰–۱۹۷۸)
در سال ۱۹۷۸ جوزپ لوییس نونیز در انتخاباتی توسط اعضای باشگاه به عنوان مدیر جدید انتخاب شد. این تصمیم بسیار نزدیک و متصل به گذار اسپانیا در مسیر دموکراسی و پایان یافتن دیکتاتوری فرانکو در سال ۱۹۷۴ بود. هدف اصلی نونیز ارتقا دادن بارسا به سطح یک باشگاه جهانی از طریق ثبات بخشیدن به آن در زمین و خارج از آن بود. وی به توصیه کرایف، آکادمی جوانان بارسلونا، لا ماسیا را در ۲۰ اکتبر ۱۹۷۹ تأسیس کرد. دوره ریاست او ۲۲ سال به طول انجامید و بر بارسلونا تأثیر بسازایی گذاشت. از زمان نونیز سیاست‌های سختگیرانه‌ای برای دستمزد و نظم و انضباط به جا مانده است.
در ۱۶ مه ۱۹۷۹ بارسلونا با شکست ۴–۳ فورتونا دوسلدورف در مقابل بیش از ۳۰٬۰۰۰ طرفدار بارسلونایی که برای دیدن بازی به بازل سوئیس آمده بودند، توانست برای اولین بار جام در جام اروپا فتح کند. در ۱۹۸۲ مارادونا با قراردادی به مبلغ ۵ میلیون پوند از بوکا جونیورز خریده شد و دهمین رکورد جهان از حیث مبلغ قرار داد رقم خورد. در پایان فصل ۱۹۸۳–۱۹۸۲ بارسلونا توانست با مربیگری منوتی، رئال مادرید را شکست دهد و قهرمان کوپا دل ری شود. حضور مارادونا در بارسا دیری نپایید و او بارسلونا را برای پیوستن به ناپولی ترک کرد. در آغاز فصل ۱۹۸۵–۱۹۸۴ تری وینابلز به عنوان مربی انتخاب شد و توانست لا لیگا را با هافبک برجستهٔ آلمانی، برند شوستر فتح کند. در فصل بعدی او تیم را به مرحله فینال جام باشگاه‌های اروپا برد که در ضربات پنالتی بارسا مغلوب استوا بخارست شد و عنوان نایب قهرمانی را کسب کرد.
پس از جام جهانی فوتبال ۱۹۸۶ باشگاه گری لینکر آقای گل آن رقابت‌ها را از باشگاه اورتون خرید و با دروازه‌بان آندونی زوبیزارتا قرار دادی طولانی بست. اما تیم در حالی که شوستر در محرومیت به سر می‌برد نتوانست موفقیت‌های زیادی کسب کند. وینابلز در آغاز فصل ۱۹۸۸–۱۹۸۷ از بارسا اخراج و لوییس آراگونز جانشین او شد. تمرد بازیکنان از نونیز در رویدادی که به هسپریا موتینی شهرت دارد در همین فصل رخ داد و این فصل با پیروزی ۱–۰ در مقابل رئال سوسیداد در فینال کوپا دل ری به پایان رسید.

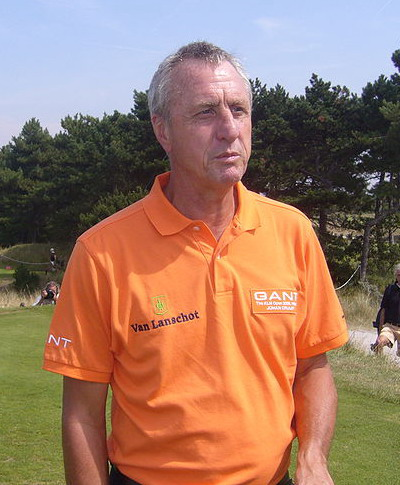
یوهان کرایف برنده چهار عنوان قهرمانی لا لیگا با بارسلونا در سمت مربی

در سال ۱۹۸۸ کرایف به عنوان سرمربی به باشگاه بازگشت و به زبان ساده‌تر یک تیم رؤیایی جمع کرد. در حالی که باشگاه با ستاره‌های بین‌المللی چون روماریو، رونالد کومان، میشل لادروپ و هریستو استویچکوف قرار داد داشت، او ترکیبی از بازیکنان اسپانیایی چون خوزه ماری باکرو، جوزپ گواردیولا و تکسیکی بگیریستین را به زمین می‌برد. بارسا زیر نظر یوهان کرایف توانست چهار عنوان قهرمانی لالیگا را بین سال‌های ۱۹۹۱ تا ۱۹۹۴ پی در پی کسب کند. در رقابت‌های اروپایی نیز با شکست سمپدوریا در فینال جام در جام اروپا ۱۹۸۹ و لیگ قهرمانان اروپا ۱۹۹۲ هر دو عنوان قهرمانی را به دست آورد. همچنین بارسا کوپا دل ری در سال ۱۹۹۰، سوپر جام اروپا در سال ۱۹۹۲ و سه سوپر جام اسپانیا را نیز ازآن خود کرد. یوهان کرایف با ۱۱ عنوان قهرمانی، موفق‌ترین مربی باشگاه تا به امروز بوده و با ۸ سال مربیگری پی در پی بیشترین مدت باقی‌ماندن در سمت مربیگری باشگاه را داراست. بخت یوهان کرایف در فینال دو فصل آخر مربیگریش برگشت و کسب نتایج ضعیف اسباب اخراج او توسط نونیز را فراهم کرد.
بابی رابسون جایگزین کرایف شد و تنها در فصل ۱۹۹۷–۱۹۹۶ در این سمت باقی‌ماند. او رونالدو را از پی‌اس‌وی خرید و توانست سه جام کوپا دل ری، سوپر جام اسپانیا و جام در جام اروپا را برای باشگاه به ارمغان آورد. حضور رابسون تنها یک راه حل کوتاه مدت بود تا لوئیس فن خال بتواند به باشگاه بپیوندد. رونالدو نیز چون مارادونا برای مدت کوتاهی در باشگاه ماند و سپس به اینتر میلان پیوست. به هرشکل ستارگان تازه‌ای چون لوییس فیگو، پاتریک کلایورت، لوئیس انریکه و ریوالدو در باشگاه ظاهر شدند و بارسا هر دو جام کوپا دل ری و لا لیگا را در سال ۱۹۹۸ بالای سر برد. در ۱۹۹۹ ریوالدو به عنوان چهارمین بازیکن بارسلونا توانست عنوان بهترین بازیکن فوتبال سال اروپا را کسب کند. علی‌رغم تمام این موفقیت‌ها داخلی، عدم پیروزی بارسا در فینال لا لیگا ۲۰۰۰ که سبب قهرمانی رئال مادرید شد، استعفای نونیز و فن خال را در پی داشت.

## رفتن نونیز و آمدن لاپورتا (۲۰۱۰–۲۰۰۰)

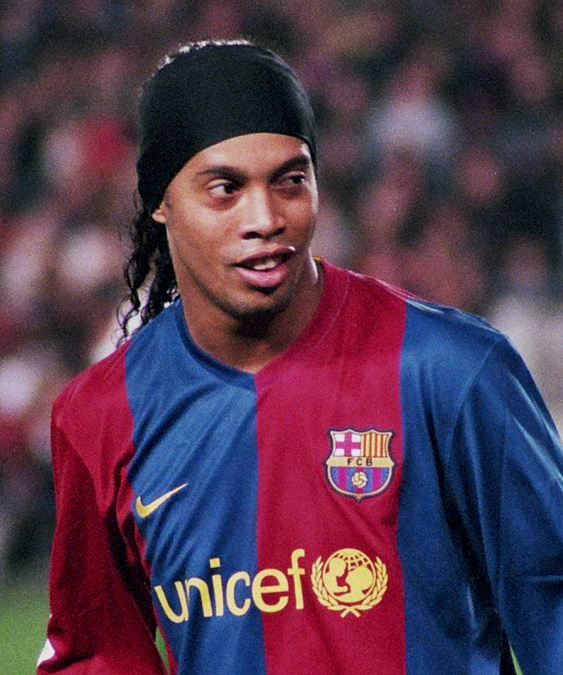
تصویر رونالدینیو، بازیکنی که بخش بازاریابی باشگاه، استراتژی خود را بر پایه محبوبیت وی بازتعریف کرده بود.

رفتن نونیز و فن خال از باشگاه قابل مقایسه با پیوستن لوییس فیگو به رئال مادرید نبود، فیگو نه تنها کاپیتان دوم تیم بلکه به عنوان قهرمانی قابل ستایش نزد هواداران بارسا شناخته می‌شد، تاجایی که بسیاری از کاتالونیایی‌ها او را از خودشان می‌دانستند. هواداران بارسا که از تصمیم پیوستن فیگو به رقیب دیرینه خود بسیار ناراحت بودند، این ناراحتی را با استقبال خشم‌آلود خود از حضور فیگو در نیوکمپ نشان می‌دادند، حتی در اولین حضور او در نیوکمپ به سمتش یک‌کله خوک و شیشه پر ویسکی پرتاب کردند. در سال ۲۰۰۰ خوان گسپارت جایگزین نونیز شد و به مدت سه سال در این سمت باقی‌ماند. در این مدت باشگاه شاهد رفت‌وآمد مربیان بود. در نهایت فن خال برای بار دوم به باشگاه بازگشت ولی از آنجایی که نتیجه مثبتی حاصل نشد، فن خال و گسپارت هر دو استعفا دادند.
پس از دوران ناموفق گسپارت، باشگاه با ترکیبی از مسئولین جوان به اوج بازگشت. خوان لاپورتا جایگزین گسپارت شد و فرانک ریکارد بازیکن سابق تیم ملی فوتبال هلند به عنوان مربی بارسا انتخاب شد. تأثیر بازیکنان بین‌المللی و ترکیب آن‌ها با بازیکنان اسپانیایی تیم را به سمت کسب موفقیت مجدد سوق داد. بارسا توانست در سال ۲۰۰۵–۲۰۰۴ لا لیگا و سوپر جام اسپانیا را فتح کند و قرار دادی با رونالدینیو، بازیکن سال فوتبال جهان ۲۰۰۶ ببندد.
در فصل ۲۰۰۶–۲۰۰۵ بارسا مجدداً قهرمان لا لیگا و سوپر جام اسپانیا شد. در فینال لیگ قهرمانان بارسلونا در مقابل آرسنال قرار گرفت، درحالی که آرسنال تا پیش از ۱۵ دقیقه پایان بازی با ۱۰ بازیکن پیروز میدان بود، بارسا توانست نتیجه بازی را ۲–۱ به نفع خود تغییر دهد و جام را بعد از ۱۴ سال بالای سر بگیرد. در همان سال بارسلونا در جام باشگاه‌های جهان نیز شرکت کرد و در فینال با گل دقیقه ۸۲ حریف برزیلی خود، مغلوب اینترناسیونال شد. اگرچه بارسلونا فصل ۲۰۰۷–۲۰۰۶ را با قدرت شروع کرد، اما در پایان بدون کسب هیچ عنوانی فصل را به پایان رساند. بعدها اردوی پیش از فصل در ایالات متحده که منجر به مصدومیت ساموئل اتوئو و لیونل مسی شد، به عنوان دلیل عدم موفقیت باشگاه اعلام شد.
در لا لیگا که بارسا در بیشتر فصل‌ها در جایگاه اول قرار داشت، در سال جدید بی‌ثباتی باشگاه فرصتی برای پیشی گرفتن رئال مادرید و قهرمانی آنان شد. فصل ۲۰۰۸–۲۰۰۷ برخلاف سال‌های گذشته موفقیتی برای باشگاه به همراه نداشت و در پی آن جوزپ گواردیولا مربی بارسلونا بی در پایان فصل جایگزین ریکارد شد.
بارسا در فینال کوپا دل ری ۲۰۰۹ با شکست ۴–۱ اتلتیک بیلبائو برای ۲۵امین بار قهرمان این رقابت‌ها شد. سه روز پس از آن شکست رئال مادرید در رقابت‌های لالیگا جام را برای بارسلونا در فصل ۲۰۰۹–۲۰۰۸ به ارمغان آورد. بارسا در حالی فصل را به پایان رساند که در ورزشگاه المپیک رم، منچستر یونایتد فاتح سال قبل جام باشگاه‌ها را با نتیجه ۲–۰ شکست داد و سومین عنوان قهرمانی جام باشگاه‌ها را فتح کرد. در نتیجه برای اولین بار در اسپانیا اولین سه‌گانه را به دست آورد. بارسا با شکست مجدد اتلتیک بیلبائو در فینال سوپر جام اسپانیا ۲۰۰۹ و پیروزی در مقابل شاختار دونتسک در فینال سوپر جام اروپا ۲۰۰۹ دو جام دیگر را نیز بالای سر برد. در دسامبر ۲۰۰۹، بارسا جام باشگاه‌های جهان ۲۰۰۹ را نیز فتح کرد و اولین تیم تاریخ فوتبال شد که شش‌گانه جام‌ها را توانست کسب کند. همچنین بارسلونا با فتح لالیگا با ۹۰ امتیاز و فتح سوپر جام برای ۹امین بار توانست دو رکورد تازه در فوتبال اسپانیا به ثبت برساند.

## دوران راسل (۲۰۱۰–۲۰۱۴)

### فصل ۲۰۱۰–۲۰۱۱
در ۱۳ ژوئن، راسل با کسب بیش از ۶۰ درصد آرای اعضای باشگاه به‌عنوان رئیس بارسلونا انتخاب شد. بارسلونا فصل را با بازی سنتی افتتاحیه، یعنی سوپرکاپ اسپانیا، در برابر سویا آغاز کرد. در دیدار رفت که در ورزشگاه رامون سانچز پیسخوان برگزار شد، بارسلونا ۳–۱ شکست خورد. اما در دیدار برگشت در نیوکمپ، تیم با نتیجه ۴–۰ پیروز شد و بدین ترتیب، با مجموع ۵–۳ سوپرکاپ را از آن خود کرد.
در فصل ۲۰۱۰–۲۰۱۱، بارسلونا شروع کندی در لیگ داشت. اگرچه در اولین بازی فصل مقابل رسینگ سانتاندر با نتیجه ۳–۰ پیروز شد، اما در نیوکمپ با نتیجه ۲–۰ برابر تیم تازه‌صعودکرده هرکولس شکست خورد. با این حال، بارسا بهبود یافت و به یک پیروزی خیره‌کننده ۵–۰ مقابل رئال مادرید در خانه دست یافت.
در نیمه‌نهایی لیگ قهرمانان اروپا مقابل رئال مادرید در ورزشگاه سانتیاگو برنابئو، لیونل مسی دو گل به ثمر رساند تا بارسلونا با نتیجه ۲–۰ پیروز شود. دیدار برگشت در خانه با تساوی ۱–۱ به پایان رسید و بارسلونا به فینال راه یافت تا با منچستریونایتد روبه‌رو شود.
در فینال کوپا دل ری که در ورزشگاه مستایا مقابل رئال مادرید برگزار شد، کریستیانو رونالدو با یک ضربه سر در دقیقه ۱۰۰، قهرمانی کوپا را برای رئال مادرید رقم زد و این بازی ۱–۰ به سود مادرید تمام شد. اما بارسلونا در فینال لیگ قهرمانان اروپا با نتیجه ۳–۱ و با گل‌های پدرو، مسی و دیوید ویا، منچستریونایتد را شکست داد و برای چهارمین بار در تاریخ باشگاه، قهرمان لیگ قهرمانان شد.
بارسلونا همچنین با کسب ۹۶ امتیاز در مقابل ۹۲ امتیاز رئال مادرید، برای سومین بار متوالی قهرمان لالیگا شد و فصل بسیار موفقی را به پایان رساند.

### فصل ۲۰۱۱–۲۰۱۲

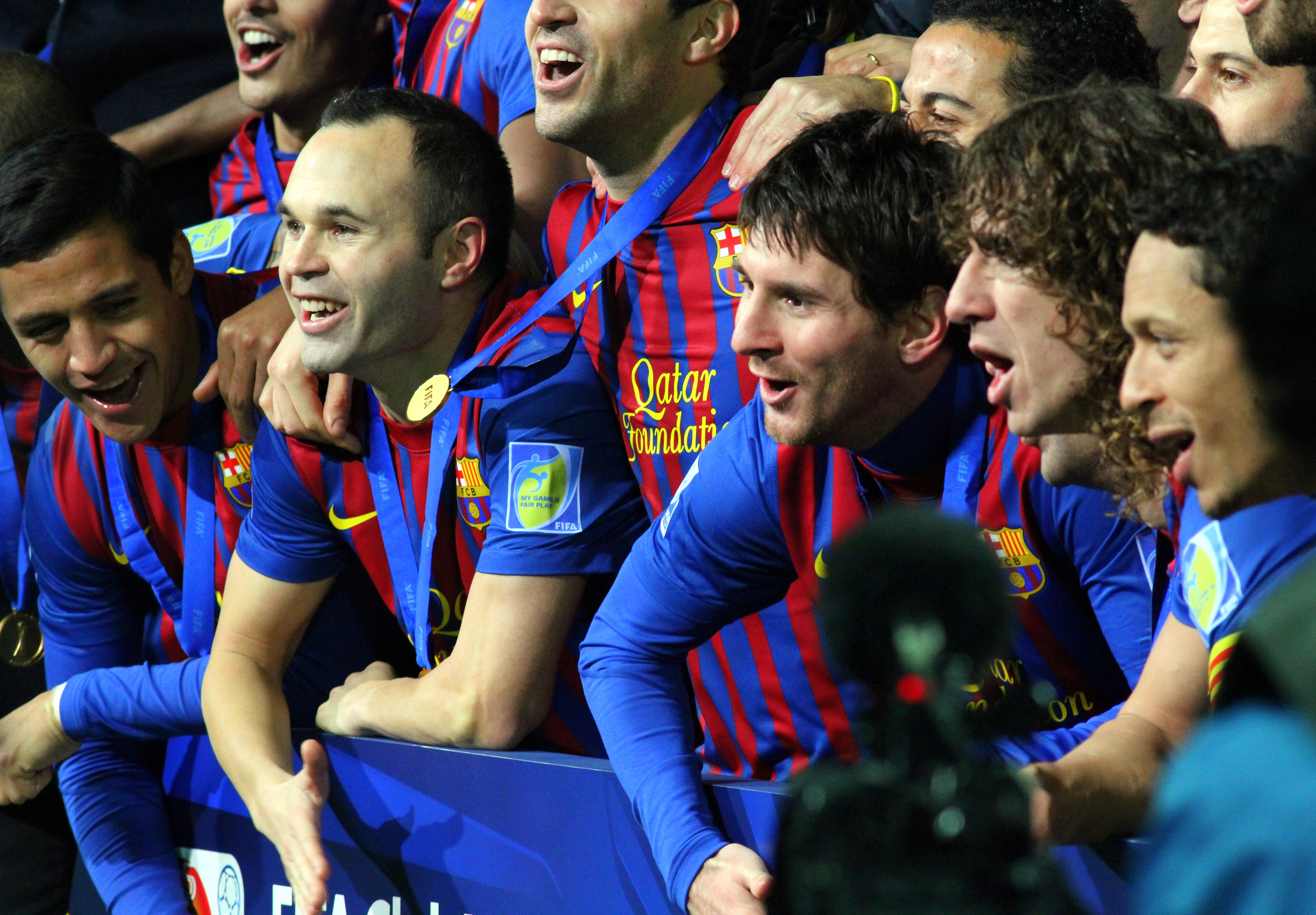
بارسلونا پس از پیروزی در جام باشگاه‌های جهان ۲۰۱۱ مقابل سانتوس.

فصل ۲۰۱۱–۲۰۱۲ با سوپرکاپ اسپانیا آغاز شد؛ این بار در برابر قهرمان وقت کوپا دل ری، رئال مادرید. در مادرید، بارسلونا به تساوی ۲–۲ دست یافت، ولی با پیروزی ۳–۲ در نیوکمپ، سوپرکاپ را به‌دست‌آورد. اولین بازی بارسا در لالیگا در نیوکمپ مقابل ویارئال برگزار شد؛ کاتالان‌ها به راحتی با نتیجه ۵–۰ پیروز شدند. در اولین ال‌کلاسیکوی فصل در لالیگا، بارسلونا با نتیجه ۳–۱ در مادرید پیروز شد و امتیازات خود را در تعطیلات کریسمس با مادرید برابر کرد. با این وجود، بارسلونا در دیدار بیرون از خانه مقابل اسپانیول که با تساوی ۱–۱ به پایان رسید، دو امتیاز از دست داد و از رقیب دیرینه‌اش، مادرید، عقب ماند.
در نیمه‌نهایی کوپا دل ری، در دیدار رفت مقابل رئال مادرید، تیم بلوغرانا در مادرید با نتیجه ۲–۱ پیروز شد. سپس، با تساوی ۲–۲ در نیوکمپ، از مجموع نتایج بهره برد و به مرحله نهایی صعود کرد. در مرحله یک‌هشتم نهایی لیگ قهرمانان اروپا، مدافع عنوان قهرمانی، بایر لورکوزن را با نتیجه ۳–۱ در آلمان شکست داد و با نتیجه ۷–۱ در نیوکمپ، او را درهم کوبید. مرحله یک‌چهارم نهایی مقابل آ.ث. میلان برای تیم کاتالان آهسته آغاز شد؛ بازی در میلان با تساوی ۰–۰ به پایان رسید، اما بارسلونا در نیوکمپ با دو گل لیونل مسی، میلان را با نتیجه ۳–۱ شکست داد.
در نیمه‌نهایی مقابل چلسی، بارسلونا در لندن با گل دیدیه دروگبا در دقیقه ۴۵، با نتیجه ۱–۰ شکست خورد. دیدار برگشت در نیوکمپ با تساوی ۲–۲ به پایان رسید و به همین ترتیب بارسلونا از رقابت‌های اروپایی حذف شد. در بازی ماقبل آخر فصل در خانه مقابل رئال مادرید — شاید مهم‌ترین بازی فصل برای تیم کاتالان — بارسا با نتیجه ۲–۱ شکست خورد و گل‌های سامی خدیرا و کریستیانو رونالدو پیروزی را برای مادرید رقم زدند.
در تاریخ ۲۷ آوریل، سرمربی پپ گواردیولا در یک کنفرانس مطبوعاتی پراشک در بارسلونا اعلام کرد که در پایان فصل از سمت خود به عنوان سرمربی تیم کناره‌گیری خواهد کرد؛ او دلیل این تصمیم را نیاز به فاصله گرفتن از فوتبال عنوان کرد و تیتو ویلانووا جایگزین او شد.
در بازی پایانی فصل بارسلونا، فینال کوپا دل ری مقابل اتلتیک بیلبائو برگزار شد؛ بارسا با نتیجه ۳–۰ (با دو گل پدرو و یک گل مسی) پیروز شد و جام را به‌دست‌آورد. در همان فصل، بارسلونا همچنین سوپرکاپ اروپا ۲۰۱۱ را با نتیجه ۲–۰ مقابل پورتو و جام باشگاه‌های جهان ۲۰۱۱ را با نتیجه ۴–۰ مقابل سانتوس کسب کرد.

### فصل ۲۰۱۲–۲۰۱۳
بارسلونا فصل ۲۰۱۲–۲۰۱۳ را با رقابت در سوپرکاپ آغاز کرد؛ این بار ال‌کلاسیکو دوباره به چشم می‌خورد. در دیدار رفت در خانه، بارسلونا با نتیجه ۳–۲ و گل‌های مسی، پدرو و ژاوی پیروز شد. در دیدار برگشت، علی‌رغم ضربه ایستگاهی فوق‌العاده مسی از فاصله ۳۵ یاردی، تیم با گل‌های رونالدو و گونزالو هیگواین در نهایت با نتیجه ۲–۱ برابر رقبای دیرینه خود شکست خورد.
در لالیگا، بارسلونا با پیروزی ۵–۱ مقابل رئال سوسیداد به صدر جدول صعود کرد. در یکی از پرهیاهوترین بازی‌های فصل، بارسلونا و رئال مادرید به مصاف یکدیگر رفتند؛ آنچه بسیاری بهترین ال‌کلاسیکو در تاریخ اخیر می‌دانند، در نیوکمپ با تساوی ۲–۲ رقم خورد، به‌طوری که مسی و رونالدو هر کدام دو گل برای تیم‌های خود به ثمر رساندند. بارسلونا همچنین دفاع خود از کوپا دل ری را با پیروزی ۳–۰ مقابل آلاوس آغاز کرد.
در لیگ قهرمانان اروپا، در تاریخ ۷ نوامبر ۲۰۱۲، بارسلونا با نتیجه ۲–۱ مقابل سلتیک شکست خورد؛ مسی در دقیقه ۹۰ سومین گل لیگ قهرمانان خود را در این فصل در گلاسگو به ثمر رساند. در نیمه‌نهایی، بارسلونا با مجموع امتیاز ۷–۰ مقابل بایرن مونیخ، قهرمان نهایی اروپا، مغلوب شد؛ این نتیجه به عنوان بدترین شکست مجموع تاریخ رقابت‌های اروپایی این باشگاه محسوب می‌شود.

## پیراهن‌های باشگاه
| پیراهن اول ۱۹۱۰-۱۸۹۹ | پیراهن اول ۱۹۱۲-۱۹۱۱ | پیراهن اول ۱۹۳۴-۱۹۱۳ | پیراهن اول ۱۹۴۹-۱۹۳۵ | ۱۹۵۵ | پیراهن اول ۱۹۹۱-۱۹۵۰ | پیراهن دوم ۱۹۸۹-۱۹۸۲ |  |

| پیراهن سوم ۱۹۸۹-۱۹۸۵ | پیراهن چهارم ۱۹۸۹-۱۹۸۵ | پیراهن اول ۱۹۹۲-۱۹۹۱ | پیراهن دوم ۱۹۹۲-۱۹۹۱ | پیراهن اول ۱۹۹۳-۱۹۹۲ | پیراهن اول ۱۹۹۵-۱۹۹۳ | پیراهن اول ۱۹۹۷-۱۹۹۵ |  |

| پیراهن اول ۱۹۹۸-۱۹۹۷ | پیراهن اول ۱۹۹۹-۱۹۹۸ | پیراهن اول ۲۰۰۰-۱۹۹۹ | پیراهن دوم ۲۰۰۰-۱۹۹۹ | پیراهن اول ۲۰۰۲-۲۰۰۱ | پیراهن اول ۲۰۰۵-۲۰۰۴ | پیراهن دوم ۲۰۰۵-۲۰۰۴ |  |

| پیراهن اول ۲۰۰۶-۲۰۰۵ | پیراهن دوم ۲۰۰۶-۲۰۰۵ | پیراهن اول ۲۰۰۷-۲۰۰۶ | پیراهن دوم ۲۰۰۷-۲۰۰۶ | پیراهن اول ۲۰۰۸-۲۰۰۷ | پیراهن دوم ۲۰۰۸-۲۰۰۷ | پیراهن اول ۲۰۰۹-۲۰۰۸ |  |

| پیراهن دوم ۲۰۰۹-۲۰۰۸ | پیراهن سوم ۲۰۰۹-۲۰۰۸ | پیراهن اول ۲۰۱۰-۲۰۰۹ | پیراهن دوم ۲۰۱۰-۲۰۰۹ |  |